# 14345 Gritsevich
14345 Gritsevich è un asteroide della fascia principale. Scoperto nel 1985, presenta un'orbita caratterizzata da un semiasse maggiore pari a 2,5423543 UA e da un'eccentricità di 0,1434022, inclinata di 3,41902° rispetto all'eclittica.